# 26699 Masoncole
26699 Masoncole è un asteroide della fascia principale. Scoperto nel 2001, presenta un'orbita caratterizzata da un semiasse maggiore pari a 2,3447870 au e da un'eccentricità di 0,1790960, inclinata di 5,27272° rispetto all'eclittica.
L'asteroide è dedicato allo studente statunitense Mason Cole McFarland.